# Бакри, Жан-Пьер
Жан-Пьер Бакри (фр. Jean-Pierre Bacri; 24 мая 1951[…], Бу-Исмаил, Франция — 18 января 2021[…], VI округ Парижа, Франция) — французский актёр и сценарист.

## Биография
Родился в франкоалжирской еврейской семье в Алжире, бывшем в то время французской колонией. В 1962 году его семья эмигрировала в Канны из-за войны за независимость Алжира. Первоначально хотел стать учителем латинского и французского, но в 25 лет перебрался в Париж работать в рекламной индустрии. Параллельно начал изучать актёрское мастерство на знаменитых курсах Рене Симона.
Затем играет в театре, дебютировал в кино в роли анестезиолога в военной драме «Военврач» режиссёра Пьера Гранье-Дефера вместе с Аленом Делоном и Вероник Жанно. В 1985 году снялся в фильме Люка Бессона «Подземка».
На репетиции одной из пьес встречает Жауи Аньес, с которой его связывают долгие годы творчества и совместной жизни. Совместно с Аньес Жауи создан сценарий фильма «Курить/Не курить». Также вместе написали сценарий и исполнили роли в фильмах «Семейная атмосфера» (фр. Un air de famille) и «Известные старые песни» (фр. On connaît la chanson), за который они оба получили премии «Сезар» за лучший сценарий и за лучшие мужскую и женскую роли второго плана 1998 года.
Вместе с Жауи получили четыре премии Сезар за лучший сценарий, Золотую пальмовую ветвь Каннского кинофестиваля 2004 года, премию Европейской киноакадемии и премию Рене Клера 2001 года.
Жан-Пьер Бакри умер 18 января 2021 года, причиной смерти стал рак.

## Награды и номинации

### Награды
- 1997
  - Премия «Сезар», фильм «Семейная атмосфера»:
    - Премия «Сезар» за лучший оригинальный или адаптированный сценарий — вместе с Аньес Жауи.
- 1998
  - Премия «Сезар», фильм «Известные старые песни»:
    - за лучшую мужскую роль второго плана — Николя.
    - Премия «Сезар» за лучший оригинальный или адаптированный сценарий — вместе с Аньес Жауи.
- 2001
  - Премия Рене Клера, вместе с Аньес Жауи
- 2004
  - Каннский кинофестиваль, фильм Посмотри на меня:
    - Приз за лучший сценарий — совместно с Аньес Жауи.

## Фильмография
(Неполная фильмография)

### Сценарист
- 1977: Tout simplement
- 1978: Le Timbre
- 1979: Le Doux visage de l'amour (Prix de la fondation de la vocation)
- 1992: Кухня и зависимость
- 1992: Курить/Не курить / (англ. Smoking/No Smoking)
- 1996: Семейная атмосфера / (фр. Un air de famille)
- 1997: Известные старые песни (фр. On connaît la chanson)
- 2000: На чужой вкус (фр. Le Goût des autres)
- 2004: Посмотри на меня (фр. Comme une image)
- 2008: Расскажи мне о дожде (фр. Parlez-moi de la pluie)
- 2013: В конце сказки (фр. Au bout du conte)

### Актёр
- 1978: Le goût étrange de Juliette
- 1979: L'éblouissement (TV) — Жан-Пьер
- 1979: Военврач (фр. Le Toubib) — анестезиолог
- 1979: Thanatos Palace Hôtel (TV) — Jean Monnier
- 1980: Le fourbe de Séville (TV) — Octavio
- 1980: La Vénus d'Ille (TV) — Alphonse
- 1980: La femme intégrale — Léonardo l’italien
- 1980: L'Aéropostale, courrier du ciel (TV series) — Beauregard
- 1981: Le cocu magnifique (TV) — Petrus
- 1981: Генрих IV (телесериал) — Landolf
- 1982: День искупления (фр. Le Grand Pardon) реж. Александр Аркади — Джеки Азулэ
- 1982: Au théâtre ce soir : Histoire de rire (TV) — Gérard
- 1983: Любовь с первого взгляда (фр. Coup de foudre) реж. Кюрис Диана — Коста Сегара
- 1983: Le Grand Carnaval фр. Le Grand Carnaval — Норберт Кастелли
- 1983: Эдит и Марсель (фр. Édith et Marcel)
- 1984: Седьмая мишень (фр. La Septième Cible) — инспектор Даниэль Эсперанза
- 1984: Batailles (TV)
- 1985: Подземка Люка Бессона — инспектор Бэтмен
- 1985: Escalier C — Бруно
- 1985: On ne meurt que deux fois — бармен
- 1986: Chère canaille — Francis Lebovic
- 1986: La galette du roi — L'élégant
- 1986: Suivez mon regard — L’ami des singes
- 1986: États d'âme — Romain
- 1986: Mort un dimanche de pluie — David Briand
- 1986: Rue du départ — человек в BMW
- 1987: Sale temps — (voix)
- 1987: Конец лета (фр. L'été en pente douce) реж. Жерар Кравчик — Stéphane Leheurt (Fane)
- 1988: Les Saisons du plaisir реж. Jean-Pierre Mocky — Jacques
- 1988: Bonjour l'angoisse — Desfontaines
- 1989: Mes meilleurs copains — Eric Guidolini (Guido)
- 1990: Такова жизнь (фр. La Baule-les-Pins) реж. Кюрис Диана — Léon
- 1991: La Tribu (1991 film) фр. La Tribu — Roussel
- 1992: Le Bal des casse-pieds — L’homme à la rayure
- 1992: L'homme de ma vie — Malcolm
- 1993: Кухня и зависимость (фр. Cuisine et dépendances) — Georges
- 1994: Perle rare
- 1994: Bazooka
- 1994: La Cité de la peur реж. Ален Берберян — киномеханик #2
- 1996: Семейная атмосфера (фр. Un air de famille) реж. Седрик Клапиш — Анри
- 1997: La méthode — Paul
- 1997: Дидье (фр. Didier) реж. Ален Шаба — Жан-Пьер Коста
- 1997: Известные старые песни (фр. On connaît la chanson), реж. Ален Рене — Николя
- 1998: Un dimanche matin à Marseille : Béranger — Béranger
- 1998: Вандомская прощадь, реж. Николь Гарсиа — Жан-Пьер
- 1999: Возможно (фр. Peut-être)
- 1999: Кеннеди и я (фр. Kennedy et moi) реж. Сэм Карманн[фр.] — Simon Polaris
- 2000: На чужой вкус фр. Le Goût des autres, реж. Аньес Жауи — Кастелло
- 2002: Астерикс и Обеликс: Миссия «Клеопатра» — (озвучил комментатора-омара)
- 2002: Домохозяйка (фр. Une femme de ménage) реж. Клод — Jacques
- 2003: Чувства фр. Les Sentiments реж. Noémie Lvovsky — Jacques
- 2004: Посмотри на меня реж. Аньес Жауи — Этьен Кассар
- 2006: Шарли говорит (фр. Selon Charlie) реж. Николь Гарсиа
- 2008: Расскажи мне о дожде (фр. Parlez-moi de la pluie)
- 2012: В поисках Ортенза (фр. Looking for Hortense)
- 2013: Под дождём (англ. Under the Rainbow)
- 2017: Праздничный переполох (фр. Le sens de la fête) — Макс